# Podmelec
Podmelec este o localitate din comuna Tolmin, Slovenia, cu o populație de 100 de locuitori.